# Ströms Vattudal

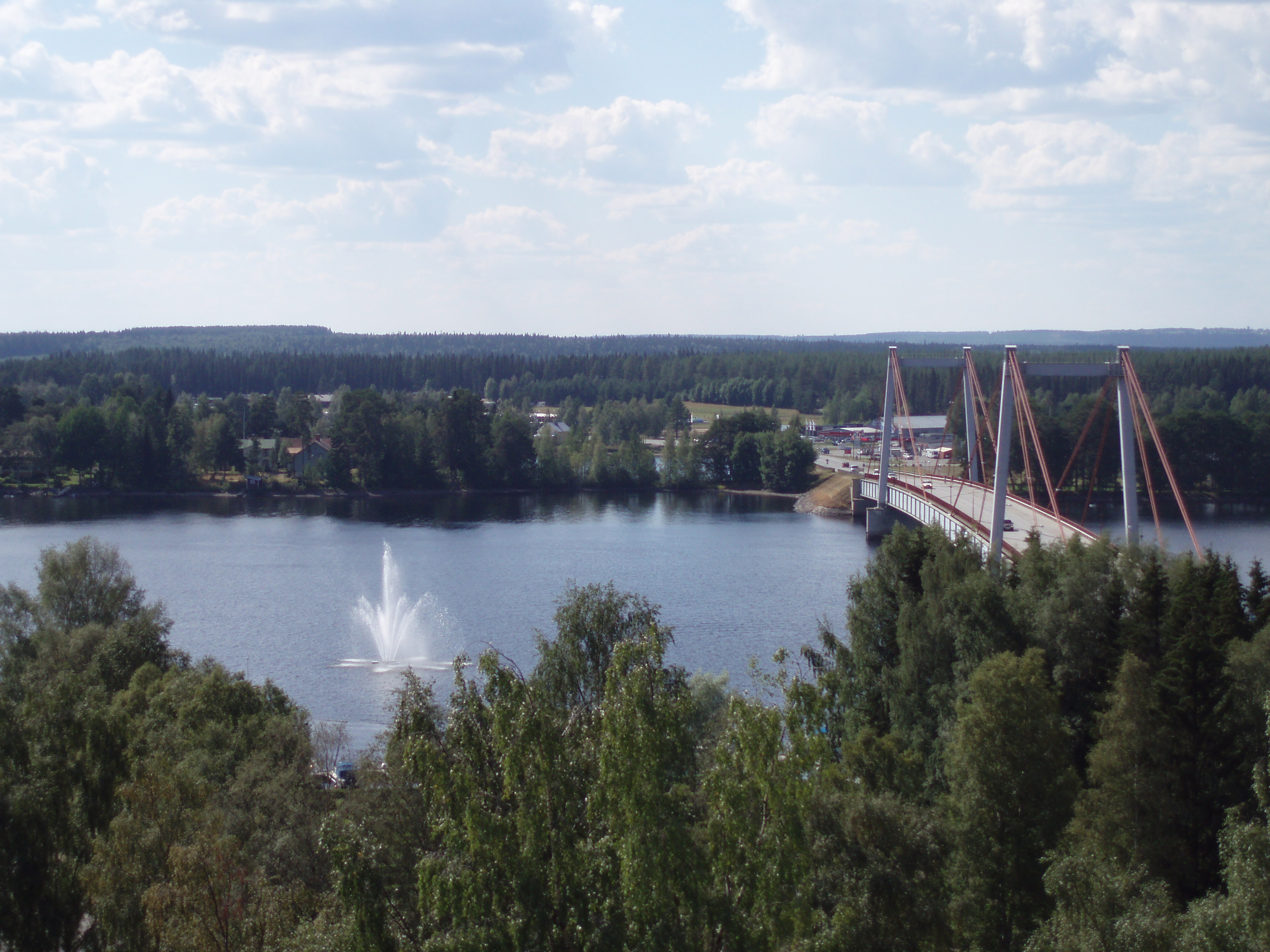
Ströms Vattudal

Ströms Vattudal ist ein See und ein gleichnamiges Tal 
im Norden der schwedischen Landschaft Jämtland.
Der etwa 70 km lange See reicht von Svaningen im Westen bis wenige Kilometer östlich von Strömsund.
Der See Ströms Vattudal selbst hat eine Fläche von 145,7 km² und liegt auf einer Höhe von 284 m.
Rechnet man den westlich angrenzenden Svaningssjön hinzu, beträgt die Fläche 166 km².
Bei Strömsund verengt sich der langgestreckte See.
Dadurch wird er in zwei Teilseen gegliedert: Gårdsjön im Westen und Russfjärden im Südosten.
Durchflossen wird das Tal und der See vom Faxälven, einem Nebenfluss des Ångermanälven.
Der Russfjärden weist mehrere Abflüsse auf.
Den Hauptabfluss bildet der Faxälven, der abstrom aufgestaut wird und zur Stromgewinnung genutzt wird.
Zwei weitere Abflussarme fließen zum Fångsjön und weiter zum Sporrsjön. 
Der Hauptabfluss dieses Sees vereinigt sich mit dem Hauptstrom des Faxälven. 
Etwa 18 Prozent des Wassers fließt jedoch über den Vängelälven zum Fjällsjöälven, einem weiteren Nebenfluss des Ångermanälven. 